# Savoia-Marchetti S.80 bis
Il Savoia-Marchetti S.80 bis era un aereo anfibio bimotore ad ala alta a sbalzo prodotto dall'azienda italiana Savoia-Marchetti negli anni trenta e derivato dal precedente monomotore Savoia-Marchetti S.80.

## Storia

### Sviluppo
L'S.80, inizialmente realizzato come monomotore, dopo l'incidente mortale in cui perse la vita Edoardo Agnelli (marche I-MORO) venne modificato approntando due gondole motore sulle ali invece che sull'unica posizione centrale, sostituendo il Colombo S.63 da 120 CV con elica traente con due britannici Pobjoy Niagara da 86 CV cadauno, dotati di eliche bipala in legno stavolta in configurazione spingente.
Ma le speranze di successo commerciale vennero disattese, pur sull'onda del successo mondiale acquisito dalle imprese del Savoia-Marchetti S.55, venendo prodotto in pochissimi esemplari, ma riuscì a conquistarsi un piccolo posto nella storia aeronautica italiana per i numerosi raid aerei compiuti dal giornalista Vittorio Beonio Brocchieri.

## Descrizione tecnica
L'S.80 era un velivolo anfibio dall'aspetto moderno per l'epoca; monomotore ad ala alta a scafo centrale con cabina di pilotaggio chiusa e carrello retrattile.
Lo scafo restava fedele alla realizzazione con struttura in legno rivestita da pannelli in compensato telato, soluzione ripresa dal predecessore S.56, e presentava due carenature esterne atte ad alloggiare il carrello che era diventato retrattile. I piani di coda erano realizzati attorno ad un tubo portante con pannelli rivestiti in tela, mentre l'impennaggio, così come i flap erano realizzati totalmente in legno.
L'ala era posizionata alta.
Il carrello d'atterraggio era retrattile ed in posizione di riposo era alloggiato un due carenature esterne poste ai lati dello scafo centrale.
La propulsione era affidata ad una coppia di motori Pobjoy Niagara, un radiale 7 cilindri raffreddato ad aria caratterizzato dalle dimensioni particolarmente compatte. In grado di erogare una potenza pari a 86 CV (63 kW), erano installati in configurazione spingente ed alloggiati in due gondole motore collegate alla parte superiore dell'ala tramite un doppio castello tubolare.

## Esemplari attualmente esistenti

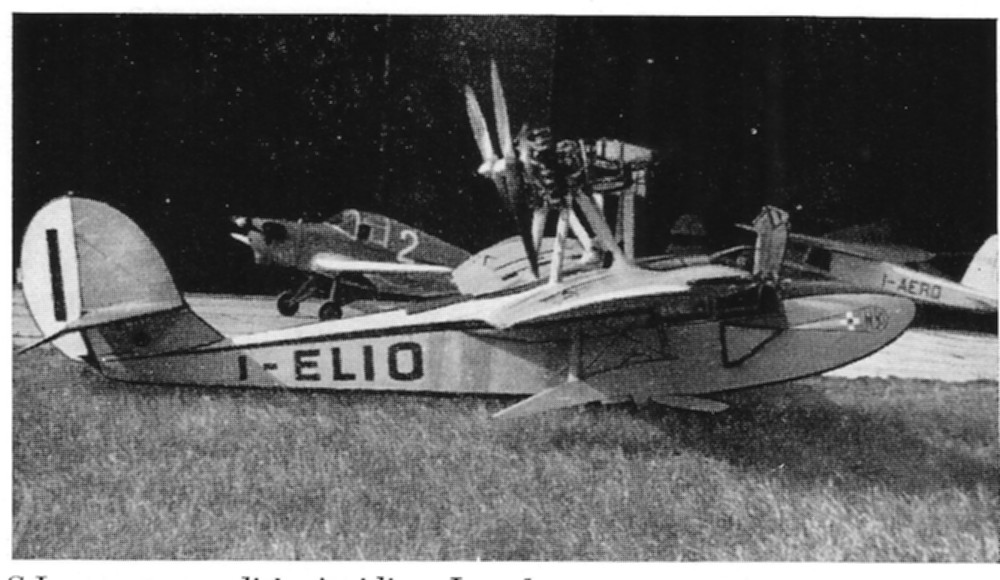
lo stesso velivolo ancora in servizio presso un Aeroclub nel 1963

Esiste attualmente un esemplare costruito nel 1934 re-immatricolato I-ELIO nel dopoguerra, donato al Museo Caproni di Vizzola Ticino ed inviato per il restauro a Rovereto e da lì esposto per lungo tempo al Museo dell'aeronautica Gianni Caproni di Trento. Con l'apertura del parco tematico Volandia, l'esemplare è tornato nel complesso di Vizzola Ticino.

### Galleria d'immagini
- Foto del particolare della prua dell'S.80 bis (JPG), su girovagandointrentino.it. URL consultato il 18 gennaio 2008 (archiviato dall'url originale il 18 novembre 2011).